# Kodo (Fakara)
Kodo (auch: Koddo) ist ein Dorf in der Landgemeinde Fakara in Niger.

## Geographie

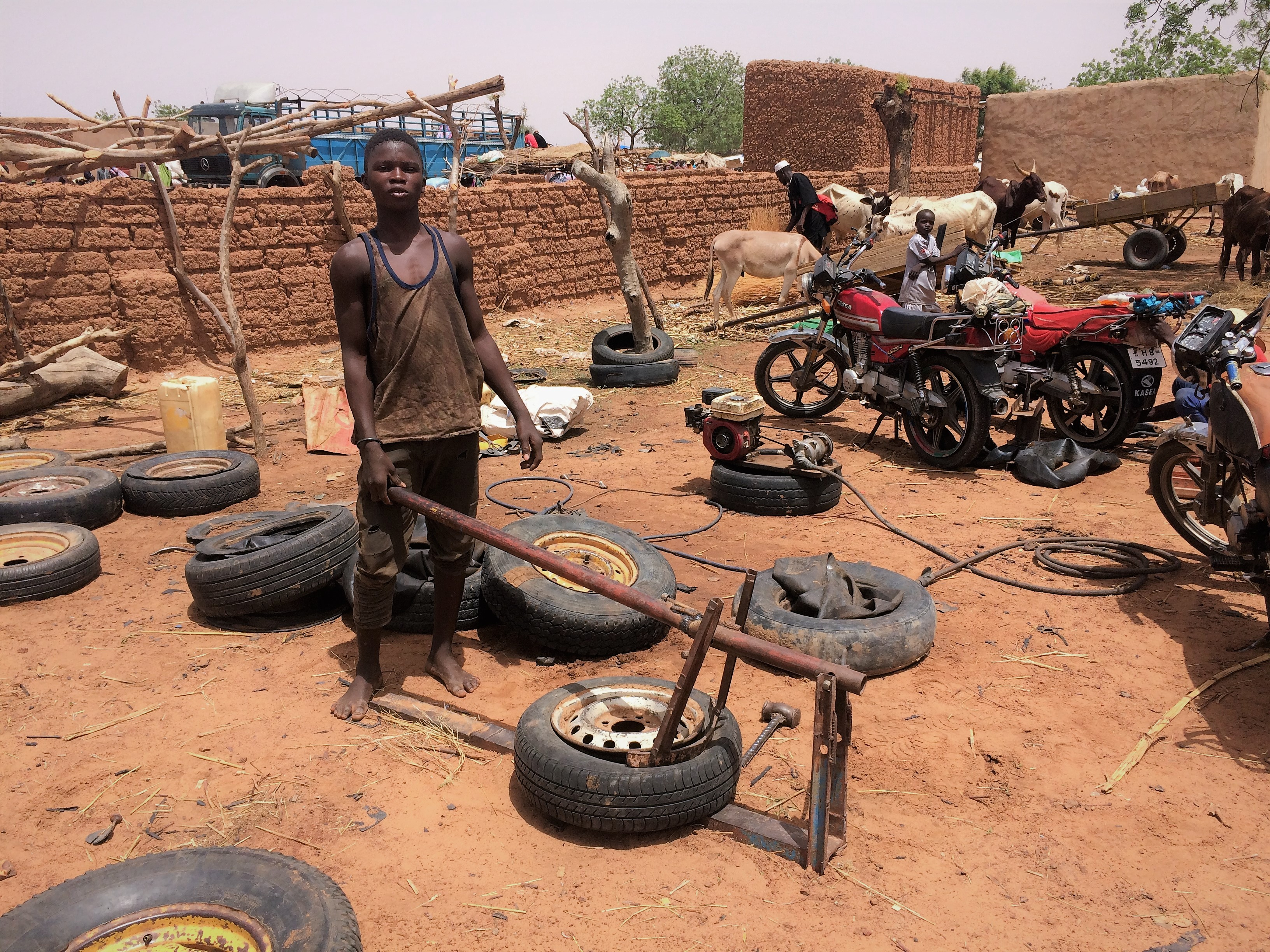
Eine Reparaturwerkstatt für Reifen in Kodo (2019)

Das von einem traditionellen Ortsvorsteher (chef traditionnel) geleitete Dorf befindet sich rund 19 Kilometer nordöstlich des Hauptorts Kobédey der Landgemeinde Fakara, die zum Departement Boboye in der Region Dosso gehört. Zu weiteren Siedlungen in der Umgebung von Kodo zählen Kouré im Nordwesten, Tollo im Nordosten, Kanaré im Osten und Kofo im Südosten.
Kodo liegt auf einer Höhe von 254 m und ist Teil der Übergangszone zwischen Sahel und Sudan. Die durchschnittliche jährliche Niederschlagshöhe beträgt hier zwischen 500 und 600 mm. Im Dorf wurden die Vogelarten Steppenweihe (Circus macrourus), Afrikanischer Silberschnabel (Euodice cantans), Rothalsfalke (Falco chicquera) und Braunrücken-Goldsperling (Passer luteus) beobachtet.

## Geschichte
Der kroatische Politiker Neven Mimica, damals ein Mitglied der Europäischen Kommission, besuchte Kodo im November 2015 im Rahmen eines offiziellen Arbeitstreffens. Bereits ab 2014 wurde die Bahnstrecke Niamey–Dosso mit einer Haltestelle in Kodo errichtet. Der regelmäßige Bahnverkehr wurde nach der Eröffnung Anfang 2016 jedoch nie aufgenommen.

## Bevölkerung

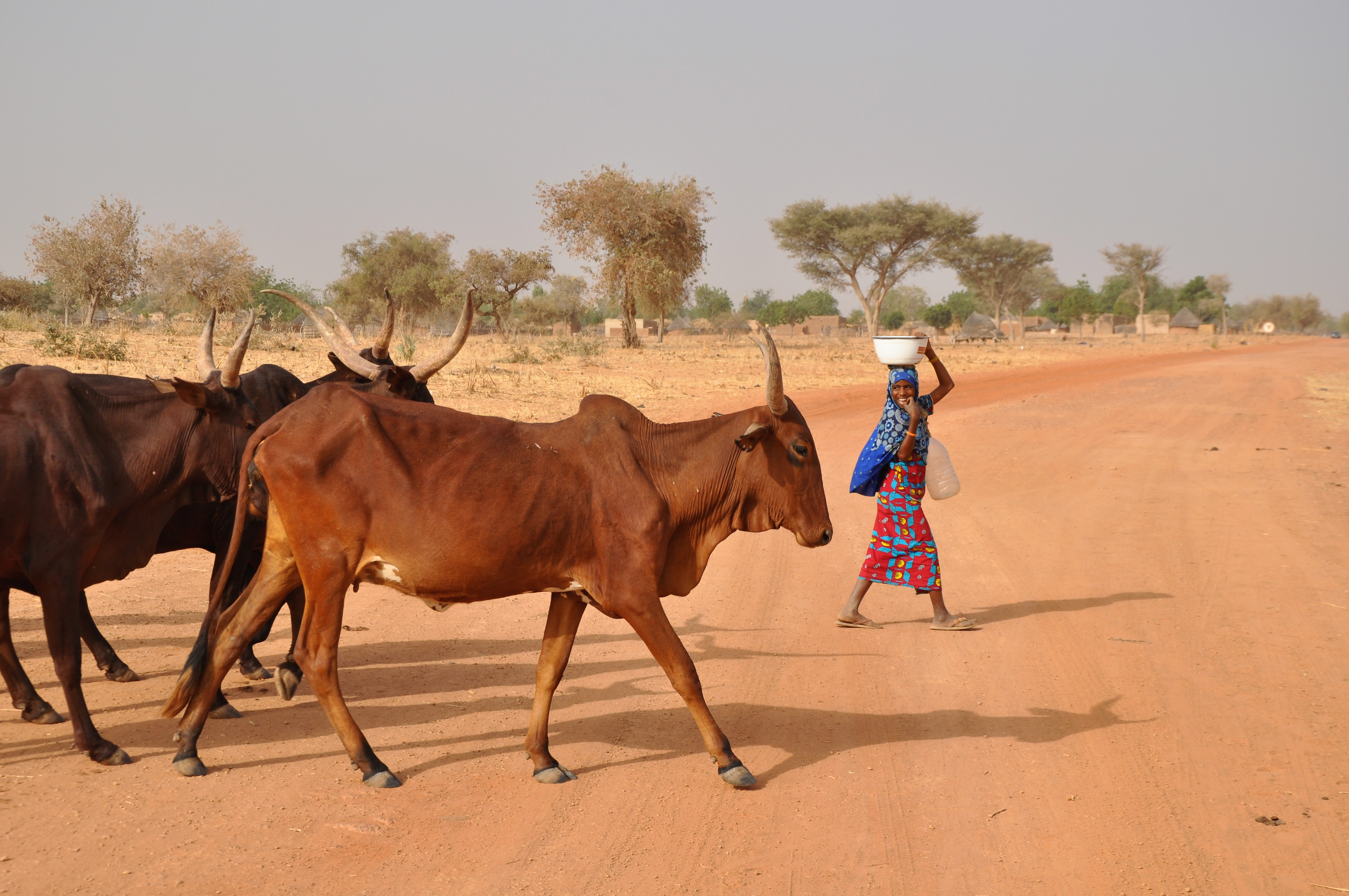
Ein Mädchen und Vieh vor Kodo (2019)

Bei der Volkszählung 2012 hatte Kodo 1365 Einwohner, die in 155 Haushalten lebten. Bei der Volkszählung 2001 betrug die Einwohnerzahl 520 in 68 Haushalten und bei der Volkszählung 1988 belief sich die Einwohnerzahl auf 561 in 63 Haushalten.

## Wirtschaft und Infrastruktur

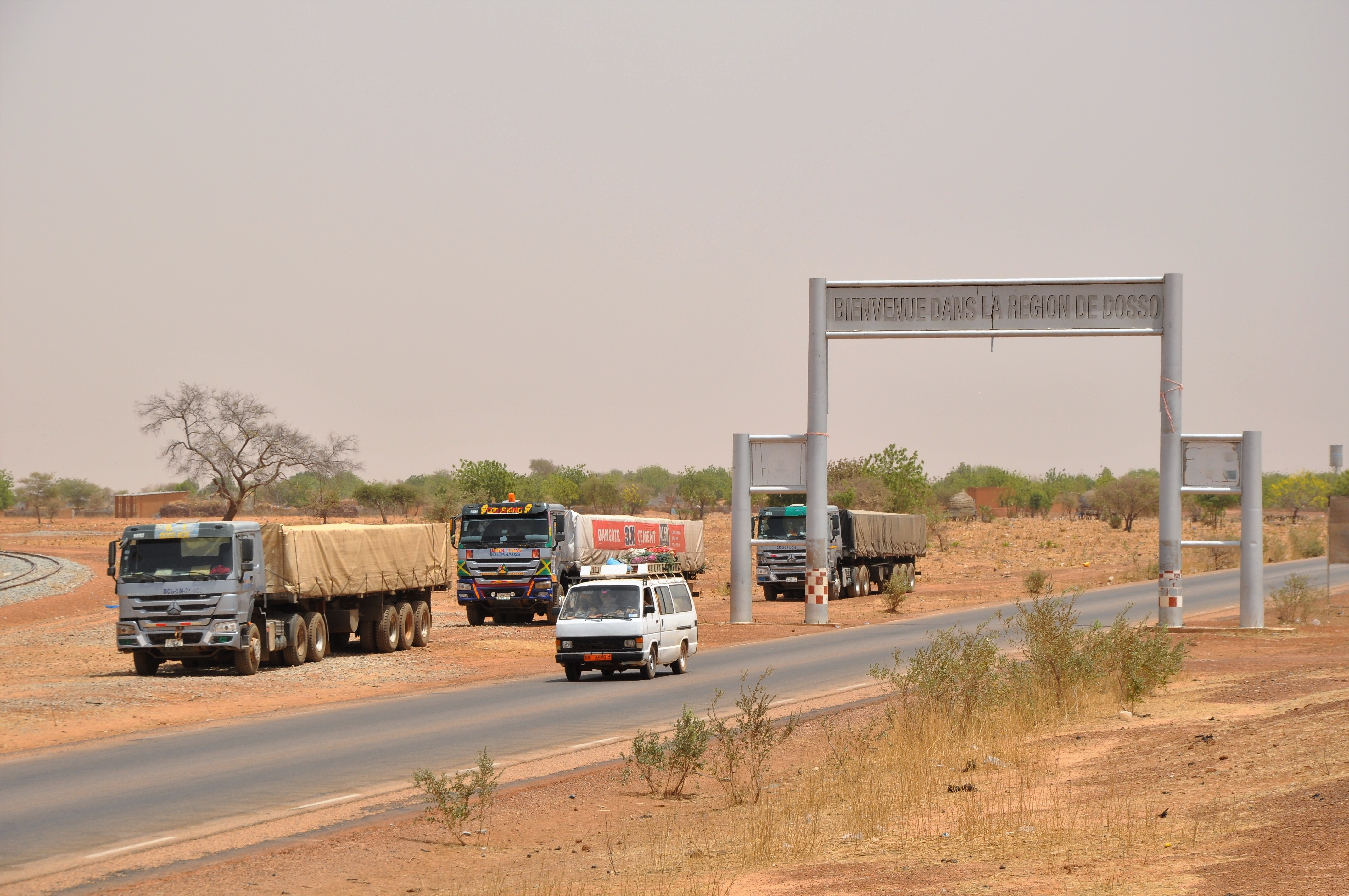
Nationalstraße 1 bei Kodo (2019)

In Kodo wird ein Wochenmarkt abgehalten. Im Ort wird Sesam angebaut. Beim Centre de Formation aux Métiers de Kodo (CFM Kodo) handelt es sich um ein Berufsausbildungszentrum. Durch das Dorf führt die asphaltierte Nationalstraße 1, die mit 1601,7 Kilometern längste Fernstraße Nigers. In Kodo zweigt die 17,1 Kilometer lange Landstraße RR3-005 nach Harikanassou, eine einfache Erdstraße, von der Nationalstraße 1 ab.